# Steffen Menze
Steffen Menze (Plauen, 1969. január 28. –) egykori német labdarúgó.

## Sikerei, díjai
Eisenhüttenstädter FC Stahl
- Keletnémet labdarúgókupa döntős: 1991

 Union Berlin
- Német labdarúgókupa döntős: 2001

## Fordítás
- Ez a szócikk részben vagy egészben  a   Steffen Menze című angol Wikipédia-szócikk ezen változatának fordításán alapul.  Az eredeti cikk szerkesztőit annak laptörténete sorolja fel. Ez a jelzés csupán a megfogalmazás eredetét és a szerzői jogokat jelzi, nem szolgál a cikkben szereplő információk forrásmegjelöléseként.